# Gewoon knopjesmos
Gewoon knopjesmos (Aulacomnium androgynum) is een soort uit het geslacht knopjesmos (Aulacomnium).

## Determinatie
Uiterlijke kenmerken
Het mos vormt geelgroene kussens. Individuele, meestal onvertakte planten bereiken een hoogte van 1–3 cm. Het vormt zeer zelden kapsels in Europa maar de vrijwel altijd aanwezige broedkorrels zorgen voor een prima verbreiding van de soort. In Noord-Amerika vormt het wel regelmatig sporenkapsels. 
De schaarse, stervormige spreidende bladeren zijn breed lancetvormig, onregelmatig gezaagd aan de punt en hebben geen bladrand. Ze zijn niet langer dan 1,5 mm. De hoofdnerf eindigt in de punt van het blad. 
Het sporenkapsel staat op een lange, roodbruin gekleurde seta, is elliptisch van vorm, is horizontaal of rechtopstaand, is leeg gestreept en gegroefd. Het heeft een dubbele peristoom. Sporenkapsels worden meestal in de vroege zomer gevormd.
Microscopische kenmerken
De lamina-cellen zijn rond en dikwandig. Collenchymatische, papillaire cellen verschijnen vaak in de hoek van het blad. Aan de bladvoet bevinden zich enkele langwerpige cellen.

## Ecologie
Gewoon knopjesmos groeit vrijwel altijd op vermolmd hout in bossen, ook wel op boomvoeten en op oude humus. Meer incidenteel komt de soort terrestrisch voor op bijvoorbeeld steile, oude noordhellingen of in dicht struweel in de duinen van het waddengebied. Het is een kalkmijdende soort. De soort komt vaak samen met viertandmos voor die hetzelfde biotoop prefereert.

### Syntaxonomie
Gewoon knopjesmos staat te boek als kensoort binnen meerdere syntaxa van verschillende formaties. Onder de bosgemeenschappen staat zij te boek als kensoort van het zomereik-verbond. Binnen de microgemeenschappen geldt zij als kensoort van de naar vernoemde associatie van gewoon knopjesmos (Aulacomnietum androgyni). Voorts is de soort een constant taxon in mede naar haar vernoemde associatie van eikvaren en knopjesmos (Aulacomnio-Polypodietum).

## Verspreiding
Het komt in heel Europa voor en strekt zich uit tot grote delen van Azië. Het is ook te vinden in Noord-Amerika. In Nederland komt het algemeen voor. Het staat niet op de rode lijst en is niet bedreigd.

## Fotogalerij

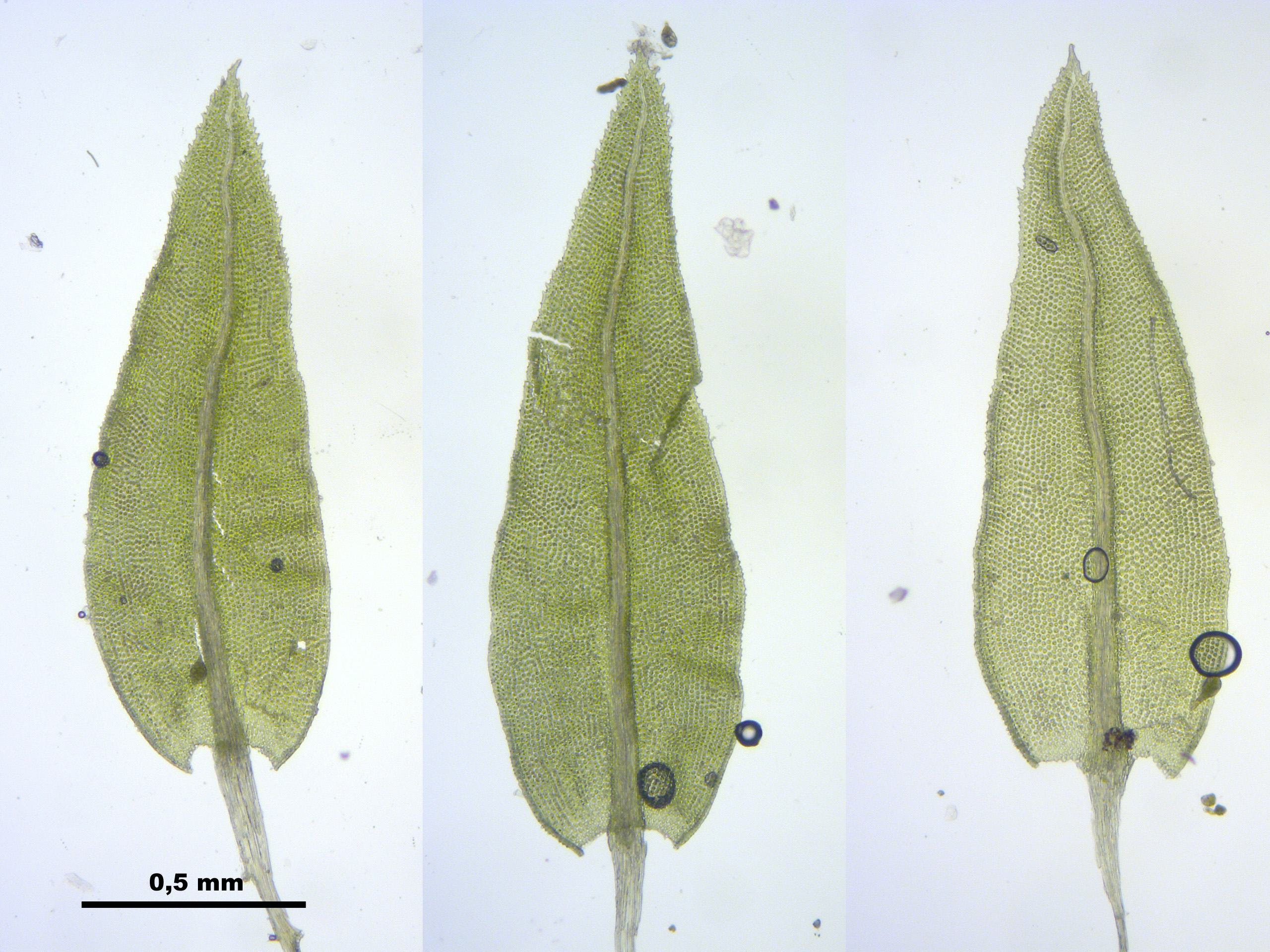
Bladeren
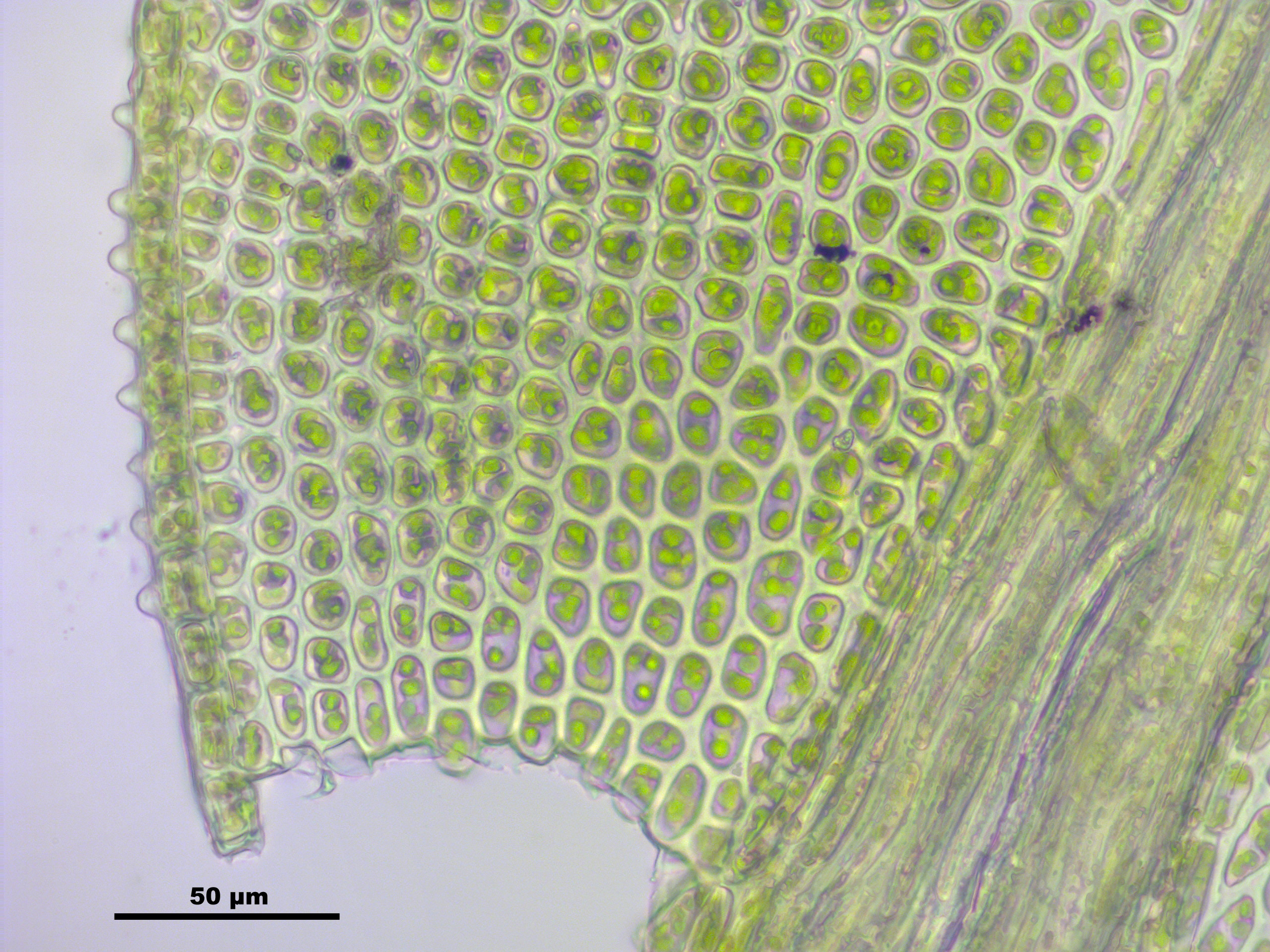
Bladvoet
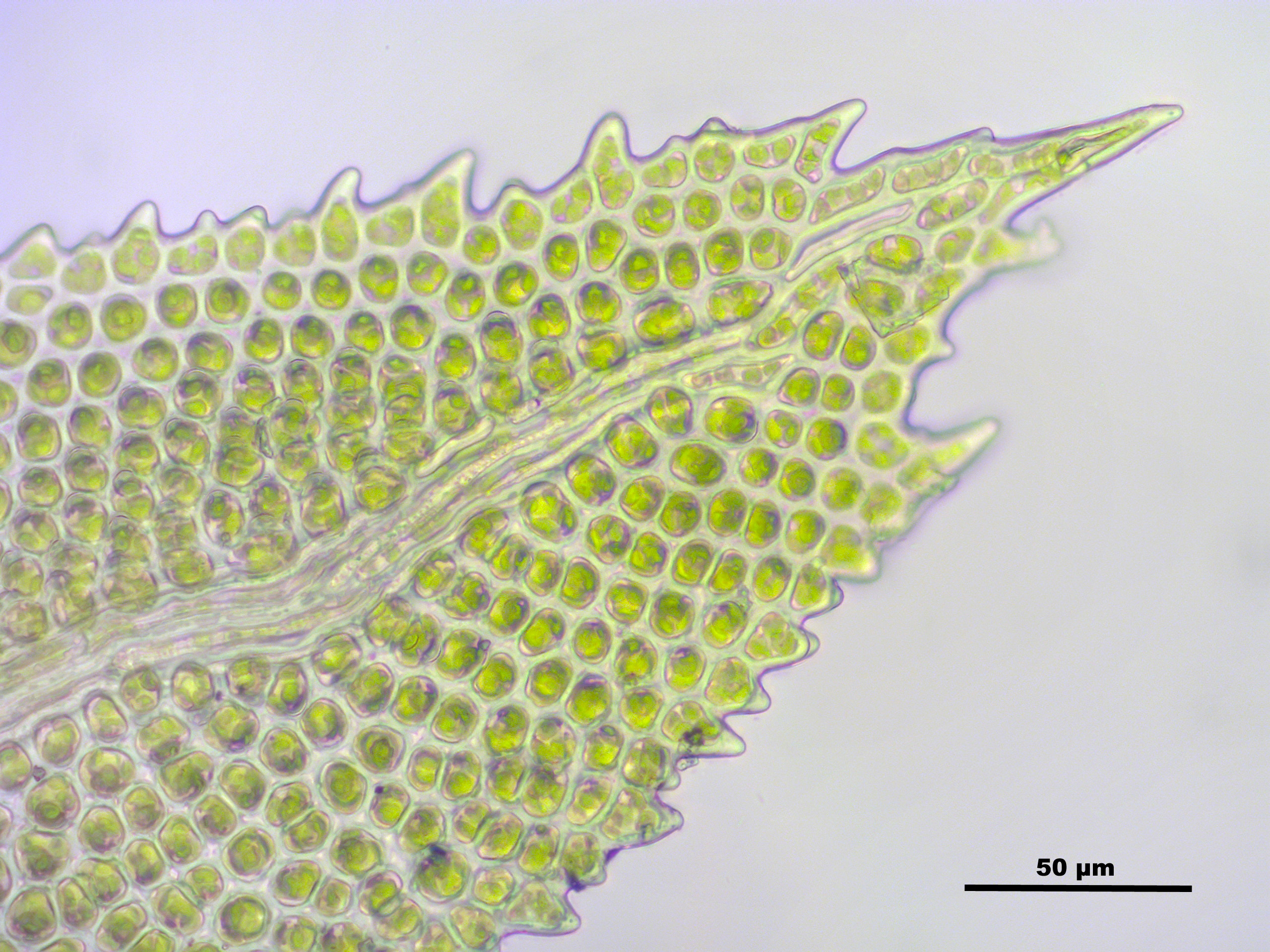
Bladtop
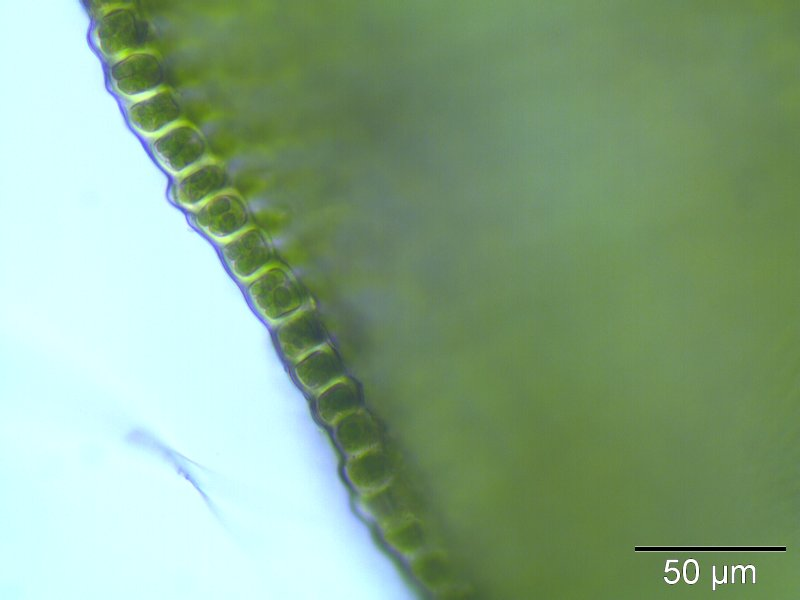
Bladrand
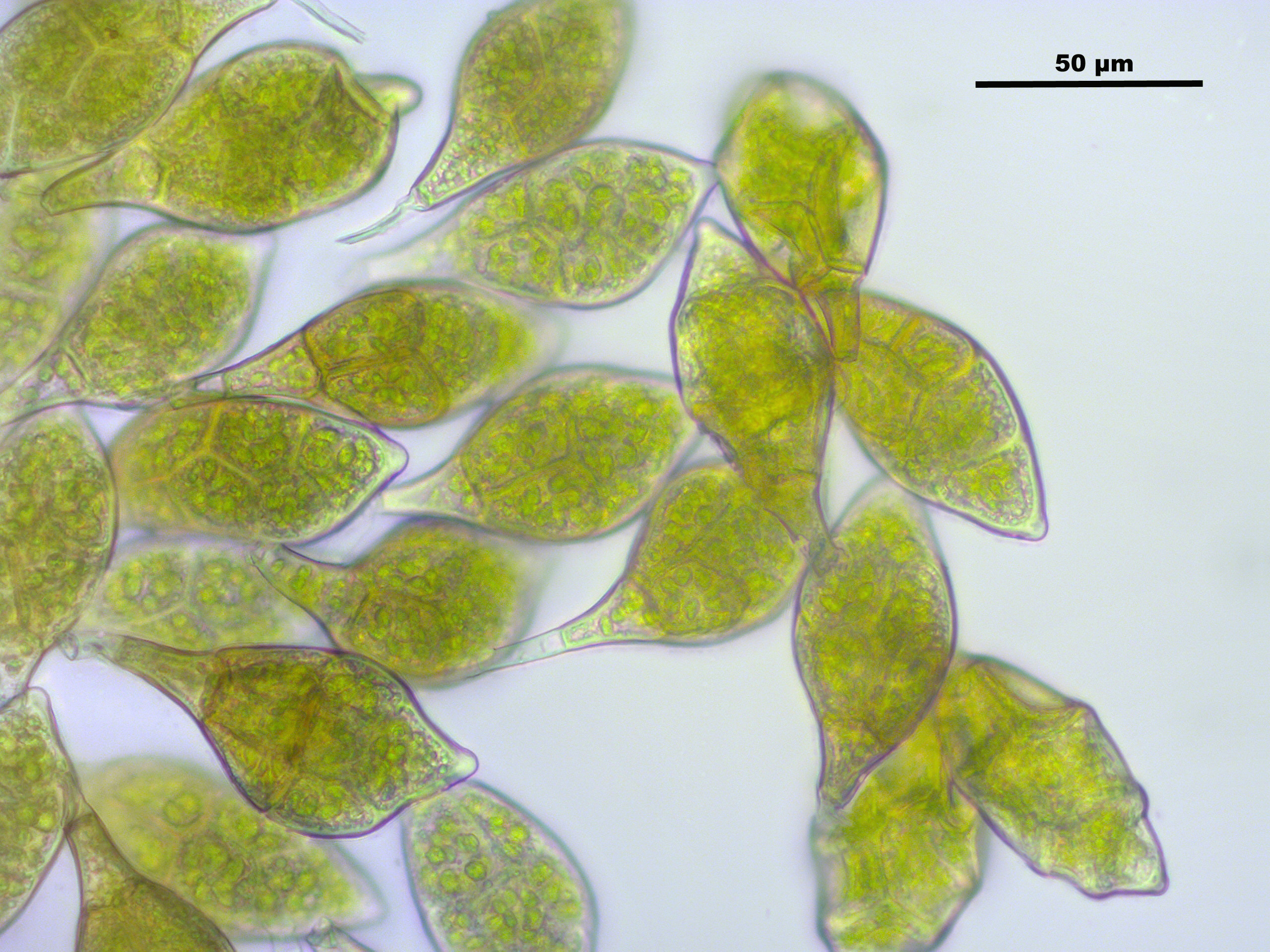
Broedkorrels